# I Luh Ya Papi
Singles par Jennifer Lopez
Live It Up
(2013) First Love
(2014)
Singles par French Montana
Ain't Worried About Nothin'
(2013)
I Luh Ya Papi est une chanson de l'artiste américaine Jennifer Lopez en featuring avec le rappeur French Montana. Elle est sortie le 17 mars 2014, en tant que premier single du nouvel album de la chanteuse : A.K.A., à paraître le 17 juin 2014.